# Sion Segre Amar
Sion Segre Amar (Torino, 19 maggio 1910 – Torino, 4 settembre 2003) è stato uno scrittore italiano di origini ebraiche, superstite dell'Olocausto come rifugiato in Israele.

## Biografia
Diplomato al Liceo classico Massimo d'Azeglio si iscrisse successivamente alla facoltà di scienze naturali. Durante il periodo fascista militò nel movimento Giustizia e libertà. Venne arrestato l'11 marzo 1934 sul confine italo-svizzero per aver cercato di entrare in Italia con materiale propagandistico anti-fascista. Assieme a lui si trovava Mario Levi (fratello della scrittrice Natalia Ginzburg), il quale tuttavia riuscì a fuggire. L'arresto di Segre segnò l'inizio di una vasta operazione contro sospetti associati al gruppo torinese di Giustizia e Libertà. Tra questi Leone Ginzburg, Carlo Levi e suo fratello Riccardo, Gino e Giuseppe Levi (rispettivamente fratello e padre di Mario), Barbara Allason, Carlo Mussa Ivaldi Vercelli, Giovanni Guaita, Giuliana Segre, Marco Segre, Attilio Segre, Cesare Colombo, Leo Levi, Camillo Pasquali. Sion Segre venne condannato a tre anni di detenzione (in seguito ridotti ad uno) che in parte scontò a Roma assieme a Leone Ginzburg.
Nel 1939 partì per la Palestina rimanendovi fino alla fine della seconda guerra mondiale; tornato in Italia nel dopoguerra contribuì a riformare le strutture dell'ebraismo italiano diventando, nel 1960, presidente di una giunta  della comunità israelitica di Torino.
A lui si deve la costituzione della collezione nota come "Comites Latentes", comprendente oltre 300 manoscritti medievali e oggi conservata presso la Bibliothèque de Genève.

## Opere
- Di alcuni manoscritti miniati connessi con le collezioni Sabaude, Centro studi piemontesi, Torino 1975
- Divagazioni su un falso, [S.l. : s.n., 1975?]
- Su un codice gotico-umanistico del '400, Centro studi piemontesi, Torino 1975
- Manoscritti ebraici e samaritani della collezione D.S. Sassoon, Arti Grafiche Città di Castello, Città di Castello 1976
- Sette storie del numero 1, prefazione di Alessandro Galante Garrone, Centro studi piemontesi, Torino 1979
- Cento storie di amore impossibile, Garzanti, Milano 1983
- Il frammento sepolto, Garzanti, Milano 1984
- Il mio ghetto, Garzanti, Milano 1987
- Amico mio e non della ventura: da "L'amico ritrovato" di Fred Uhlman, prefazione di Alessandro Galante Garrone, Il melangolo, Genova copyr. 1990
- Il logogrifo, Garzanti, Milano 1990
- Lettera al duce: dal carcer tetro alla mazzetta, Giuntina, Firenze 1994
- Non ti vedrò mai più, Leone, con una memoria di Elena Loewenthal, Centro studi piemontesi, Torino 2004